# Brennendes Indien
Brennendes Indien (Originaltitel: North West Frontier) ist ein britischer Abenteuerfilm von J. Lee Thompson aus dem Jahre 1959.

## Handlung
Der Film spielt 1905 in Indien. Muslimische Rebellen verschanzen sich in den Bergen, um einen Angriff auf den Palast eines Maharadschas durchzuführen. Der Angriff gilt dem sechsjährigen Sohn und zukünftigen Herrscher der Region. Kurz bevor der Angriff jedoch stattfinden kann, flieht der britische Captain Scott mit dem Kind und dessen amerikanischer Gouvernante Catherine Wyatt. Die drei sind allerdings nicht die einzigen Flüchtlinge, die vor den Rebellen fliehen. Im von Menschen überfüllten Haserabad verpassen sie den letzten Zug. Scott findet jedoch einen indischen Ingenieur, der eine alte Lok besitzt. Es gelingt,  sie wieder herzurichten und in Betrieb zu nehmen. Mit dieser Lok bricht die Reisegruppe durch das Stadttor, das von Rebellen bewacht wird. Der Reisegruppe haben sich außerdem die Frau des Gouverneurs, Lady Windham, und ein gewisser Van Leyden angeschlossen. Es beginnt eine abenteuerliche Fahrt durch Indien mit dem Ziel Kalapur. Während der Fahrt fällt auf, dass sich Van Leyden auffällig für die Wertgegenstände der Frau des Gouverneurs interessiert. Außerdem scheint er ein Muslim zu sein, der mit den Rebellen sympathisiert. Während der Fahrt kommt es zum Zusammenstoß zwischen Scott und Van Leyden, wobei Catherine Wyatt Scott das Leben rettet, indem sie Van Leyden erschießt. Letztendlich trifft der Zug sicher in Kalapur ein und das Leben des zukünftigen Maharajas ist gerettet.

## Hintergrund
Der Film basiert auf einer Story von Drehbuchautor Frank S. Nugent, der häufig für John Ford Drehbücher schrieb. Thompsons Indienabenteuer hat erstaunlich große Parallelen zu seinem vorherigen Kriegsfilm Eiskalt in Alexandrien – Feuersturm über Afrika. Auch hier flüchtet eine zufällige Reisegruppe, die in Konflikt gerät mit einem der Spionage verdächtigen Mitreisenden. Brennendes Indien wurde zur Basis für Thompsons Wechsel aus der britischen Filmindustrie nach Hollywood. Gregory Peck schlug, nachdem er diesen Film gesehen hatte, Thompson als Regisseur für die amerikanische Produktion von Die Kanonen von Navarone vor.
Der Originaltitel North West Frontier bezeichnet die Nordwestliche Grenzprovinz in Britisch-Indien, die heute zu Pakistan gehört.
In den USA lief der Film unter dem Titel Flame Over India in den Kinos.

## Kritiken
- Lexikon des internationalen Films: Ein solider Abenteuerfilm in großartig fotografierter Landschaft.[2]

## Heimkino-Veröffentlichung
Der Film war lange Zeit nur in einer stark gekürzten Version in Deutschland erhältlich. Die im Jahr 2005 von Starmedia Home Entertainment unter den Namen Flammen über Indien veröffentlichte DVD ließ ca. 35 Minuten an Handlung vermissen. 2015 folgte eine bild- und tontechnisch überarbeitete Veröffentlichung von WME Home Entertainment und demselben Titel, die jedoch dieselben Kürzungen aufwies.
Am 9. Dezember 2022 veröffentlichte Pidax den Film erstmals vollständig ungekürzt unter dem deutschen Originaltitel auf DVD und Blu-Ray.